# Лихень Стары

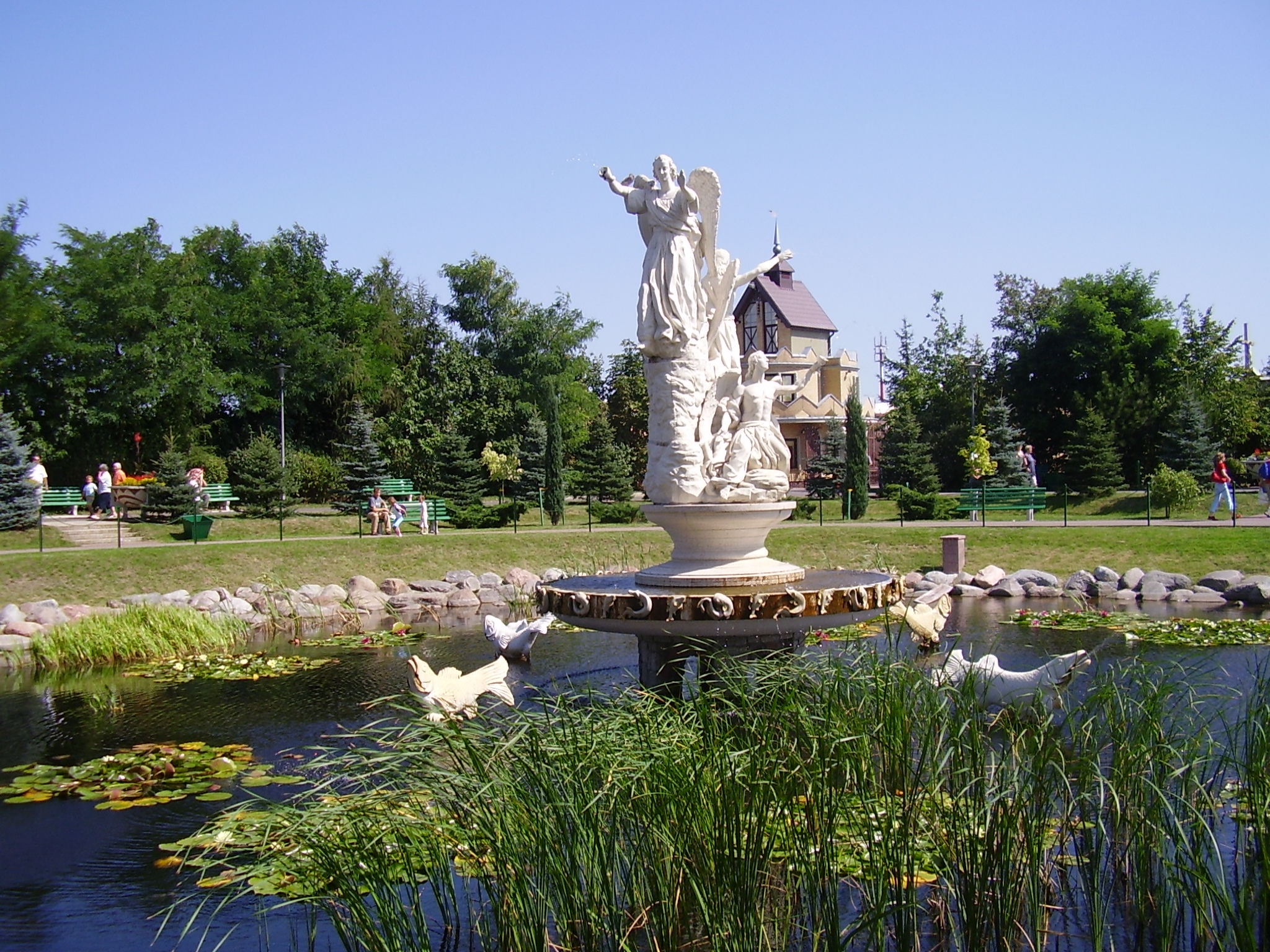
Фонтан в Лихеньском парке

Лихень Стары (пол. Licheń Stary) — деревня в административном округе гмина Щлесин, Конинский повят, Великопольское воеводство. Располагается приблизительно в 7 км юго-восточнее Щлесина, 14 км северо-восточнее Конина и 99 км восточнее региональной столицы города Познань. Население деревни — 1100 жителей.
Название деревни значит Старый Лихень, часто просто называют Лихень. Название происходит от славянского языческого божества Лихо, чьё святилище располагалось неподалёку.
В Лихене Старом располагается крупнейшая в Польше церковь — Базилика Пресвятой Богородицы Лихеньской, завершена в 2004 году, в которой размещается икона Девы Марии, называемая Скорбящая Богородица, королева Польши. Базилика была построена в расчёте на большое количество паломников, приезжающих поклониться образу Девы Марии, который считается чудодейственным.